# Стокс (округ, Північна Кароліна)
Шаблон:StateAbbr_ 36°25′ пн. ш. 80°14′ зх. д. / 36.41° пн. ш. 80.23° зх. д.
Округ  Стокс (англ. Stokes County) — округ (графство) у штаті  Північна Кароліна, США. Ідентифікатор округу 37169.

## Історія
Округ утворений 1789 року.

## Демографія
За даними перепису 
2000 року 
загальне населення округу становило 44711 осіб, зокрема міського населення було 9080, а сільського — 35631.
Серед мешканців округу чоловіків було 21906, а жінок — 22805. В окрузі було 17579 домогосподарств, 13035 родин, які мешкали в 19262 будинках.
Середній розмір родини становив 2,94.
Віковий розподіл населення поданий у таблиці:
| Стать    | До 15 років | 15-21 | 22-29 | 30-39 | 40-49 | 50-65 | 65-85 | Понад 85 |
| -------- | ----------- | ----- | ----- | ----- | ----- | ----- | ----- | -------- |
| Чоловіки | 4743        | 1869  | 2222  | 3648  | 3538  | 3822  | 1930  | 134      |
| Жінки    | 4455        | 1694  | 2264  | 3626  | 3598  | 3954  | 2740  | 474      |

## Суміжні округи
- Патрік, Вірджинія — північ
- Генрі, Вірджинія — північ
- Рокінґгем — схід
- Форсайт — південь
- Саррі — захід

## Виноски
1. ↑  U.S. Decennial Census. United States Census Bureau. Процитовано 19 січня 2015.
2. ↑  Historical Census Browser. University of Virginia Library. Архів оригіналу за 11 серпня 2012. Процитовано 19 січня 2015.
3. ↑  Forstall, Richard L., ред. (27 березня 1995). Population of Counties by Decennial Census: 1900 to 1990. United States Census Bureau. Процитовано 19 січня 2015.
4. ↑  Census 2000 PHC-T-4. Ranking Tables for Counties: 1990 and 2000 (PDF). United States Census Bureau. 2 квітня 2001. Процитовано 19 січня 2015.
5. ↑  State & County QuickFacts. United States Census Bureau. Архів оригіналу за 7 червня 2011. Процитовано 30 жовтня 2013. [Архівовано 2011-06-07 у Wayback Machine.](англ.) Наведено за англійською вікіпедією.
6. ↑  American FactFinder. Бюро перепису населення США. Архів оригіналу за 26 лютого 2012. Процитовано 31 січня 2008. [Архівовано 2008-05-21 у Wayback Machine.]

| США | Це незавершена стаття з географії США. Ви можете допомогти проєкту, виправивши або дописавши її. |